# Carlos García Barrett
Carlos García Barrett (Granada, España, 28 de noviembre de 1975), Investigador Privado, Experto en Criminalística Forense y Perito judicial.
Portavoz de la asociación nacional Marea Negra, la cual lucha en pro de los derechos de la seguridad privada.
Vicepresidente de la plataforma de desaparecidos ADONAY y miembro activo en sus labores de investigación.
Actualmente trabaja como colaborador oficial en el programa Hoy en Día de Canal Sur junto a Toñi Moreno.

## Biografía
Hijo de padre granadino y madre Jamaicana con ascendencia inglesa, sus primeros años de estudios transcurrieron en los Padres Escolapios de Granada, a los que continuaron los de bachiller en el Instituto Labor de Granada (1994). Posteriormente ingresó en el ejército y al acabar, cursó sus estudios universitarios. En seguida comenzó los estudios como Investigador Privado o Detective y Experto en Criminalística e Investigación Civil (2011), matriculándose en la Universidad de Granada, en Criminología. Tras la finalización de sus estudios realiza un Máster de relaciones entre embajadas, siendo estudiante del SEI y el CSIC en Madrid.
Ha ejercido labores de Escolta y es Director de Seguridad Privada.
Asesor en Criminalística, ponente y experto en la materia.
En 2012 fundó la empresa "Spy Investigación & Barrett", de la que es gerente, dedicada a proporcionar tanto a las empresas como a particulares, las herramientas de información necesarias para enfrentarse a situaciones o hechos adversos en las que pueden verse inmersos.
Es miembro de la Asociación Profesional Colegial de Peritos Judiciales del Reino de España (Aspejure)
A lo largo de estos años ha trabajado en sus manos casos como Gürtell; el atunero Txori Gorri en las Islas Seychelles; el caso de Lucía Vivar; Padre coraje; Los niños del vertedero de Toledo y en distintas desapariciones como Caroline Del Valle, Antonio Ruiz, entre otras, por lo que le ha llevado a ser posiblemente el investigador más mediático de la última década con los reconocimientos de cada cadena donde ha colaborado y colabora como Espejo Público de Antena 3; Las mañanas de la 1 de Tve1; Ana Rosa, Ya es mediodía de Telecinco; Y ahora Sonsoles, Cuatro al dia de Cuatro Tv; La huella del crimen de Distrito Tv; Ok Diario;  Detrás de la verdad de 13tv; Equipo de Investigación de la Sexta; Código 10 de Cuatro Tv; asiduo en los Informativos de cada una de las cadenas mencionadas anteriormente así como de Intereconomía Tv; Telemadrid, como en diversos programas de radio en los cuales tiene sus espacios propios patrocinados.

## Reconocimientos
- Estrella de Oro por el Instituto para la Excelencia Profesional.
- Reconocido como deportista profesional en las modalidades de Triathlón y Fitness.